# Плейель, Агнета
Агнета Кристина Плейель Белявская (швед. Agneta Pleijel; род. 26 февраля 1940, Стокгольм) — шведская писательница, поэтесса, драматург, журналист, профессор Эмерита в вопросах культуры и истории литературы. В качестве писателя работала под именем Агнеты Плейель. Литературное наследие Плейель — это множество отмеченных наградами романов, поэтических произведений и драматических постановок. Она выступала в качестве культурного комментатора и, среди прочего, занимала пост президента организации писателей «Английское перо».

## Биография
Агнета Плейель — дочь математика Оке Плейеля и поэтессы и музыканта Сони Берг Плейель, которая родилась на Яве. Сестра Агнеты — телепродюсер Соня Плейель. Карьера отца привела семью в город Лунд в Швеции, а затем они эмигрировали в США, а впоследствии Агнета Плейель вернулась на родину в Стокгольм.
Изучала этнографию, философию и историю литературы в Гётеборгском университете. В 1973 году Плейель начала свою карьеру литературного критика.
Плейель дебютировала в 1969/1970 годах как драматург с пьесой Порядок, царящий в Берлине, написанным в соавторстве с Ронни Амберсонсом. В 1977 году она написала драму «Коллонтай» о советском после в Швеции Александре Коллонтай. Драма была напечатана в 1979 году и была поставлена в Королевском драматическом театре в постановке Альфа Шёберга, главную роль сыграла Маргарета Крок.
Агнета Плейель написала несколько драм, а также сценариев к фильмам, в частности Гору на обратной стороне Луны о женщине-профессоре математики Софье Ковалевской.
«Ангелы, гномы» (1981) — её первый сборник стихов. Через шесть лет она опубликовала дебютный роман «Наблюдающий ветер» (Vindspejare), который содержит автобиографический материал и является историей о людях пяти поколений с корнями в Швеции и в голландской Ост-Индии .
Другие романы — «Хундшярнан» (1989), «Грибы» (1993) и «Пережить зиму в Стокгольме» (1997). Последний был современным романом о любви, которая подвергается суровым испытаниям. Лорд Никогдабольше (2000) — роман об отношениях между полами, о любовном треугольнике из двух мужчин-интеллектуалов и женщины.
После Плейель снова работала над драматургией. Сборник поэмы «Мострарна и другие стихи» были номинированы на августовскую премию (Augustpriset) 2004 года.
В 2006 году Плейель представила первую часть «Семейной трилогии», серии романов, в которой история вращается вокруг родственников в историческом Стокгольме. Плейель взяла сюжет для нескольких своих вымышленных произведений из собственной жизни, исторических деятелей и своей семьи, включая художника Альберта Берга и оперного певца Исаака Берга. Её романы часто появляются в иностранном переводе; Зима в Стокгольме была опубликована меньшей мере на 16-и языках.

## Награды
- 1985 — TCO: s kulturpris
- 1987 — BMF-plaketten для «Скаут»
- 1987 — Esselte-priset для «Скаут»
- 1988 — Litteraturfrämjandets stora romanpris для «Скаут»
- 1989 — Axel Sjöberg-stipendiet
- 1991 — Doblougska priset
- 1993 — Литературная премия газеты «Свенска даґбладет»
- 1997 — Årets författare (Tidningen Boken)
- 1997 — Gleerups litterära pris
- 1999 — Övralidspriset
- 1999 — Litteris et Artibus
- 2000 — Siripriset для Lord Nevermore
- 2000 — Gerard Bonniers pris
- 2001 — Премия «Аниара» Ассоциации библиотек Швеции
- 2001 — Sveriges Radios Romanpris для Lord Nevermore
- 2001 — Литературная премия Сельмы Лагерлеф
- 2002 — Frödingstipendiet
- 2005 — Gustaf Fröding-sällskapets lyrikpris
- 2006 — Премия Сіґне Екблад-Ельд
- 2012 — Kellgrenpriset
- 2015 — Moa-priset
- 2017 — De Nios Stora Pris
- 2018 — Svenska Akademiens nordiska pris